# (305254) Moron
(305254) Moron est un astéroïde de la ceinture principale.

## Description
(305254) Moron est un astéroïde de la ceinture principale. Il fut découvert le 19 décembre 2007 à Nogales par Michel Ory. Il présente une orbite caractérisée par un demi-grand axe de 2,79 UA, une excentricité de 0,08 et une inclinaison de 5,1° par rapport à l'écliptique.

## Compléments